# Algebraische Gruppe
Der mathematische Begriff der algebraischen Gruppe stellt die Synthese aus Gruppentheorie und algebraischer Geometrie dar. Ein zentrales Beispiel ist die Gruppe der invertierbaren n×n-Matrizen.

## Definition
Eine algebraische Gruppe ist ein Gruppenobjekt in der Kategorie der algebraischen Varietäten über einem festen Körper {\displaystyle k}, d. h. eine algebraische Varietät {\displaystyle G} über {\displaystyle k} zusammen mit
- einem Morphismus {\displaystyle m\colon G\times G\to G} (Multiplikation)
- einem Morphismus {\displaystyle i\colon G\to G} (inverses Element)
- und einem ausgezeichneten Punkt {\displaystyle e\in G(k)} (neutrales Element),

so dass die folgenden Bedingungen erfüllt sind:
- Assoziativgesetz: {\displaystyle m\circ (m\times \mathrm {id} _{G})=m\circ (\mathrm {id} _{G}\times m)};
- neutrales Element: {\displaystyle m\circ (\mathrm {id} _{G}\times e)=\mathrm {id} _{G}=m\circ (e\times \mathrm {id} _{G})};
- inverses Element: {\displaystyle m\circ (i\times \mathrm {id} _{G})\circ \Delta _{G}=e\circ \xi =m\circ (\mathrm {id} _{G}\times i)\circ \Delta _{G}}; dabei ist {\displaystyle \Delta _{G}\colon G\to G\times G} die Inklusion der Diagonale ({\displaystyle g\mapsto (g,g)}) und {\displaystyle \xi \colon G\to \mathrm {Spec} (k)} der Strukturmorphismus.

Diese Bedingungen sind äquivalent zu der Forderung, dass {\displaystyle (m,i,e)} für jedes {\displaystyle k}-Schema {\displaystyle T} auf der Menge {\displaystyle G(T)} der {\displaystyle T}-wertigen Punkte die Struktur einer (gewöhnlichen) Gruppe definieren.

## Beispiele
- Die additive Gruppe {\displaystyle \mathbb {G} _{\mathrm {a} }}: {\displaystyle \mathbb {G} _{\mathrm {a} }(T)=\Gamma (T,{\mathcal {O}}_{T})} mit der Addition als Gruppenstruktur. Insbesondere für {\displaystyle T=k} ist {\displaystyle \mathbb {G} _{\mathrm {a} }(k)=(k,+)} die affine Gerade {\displaystyle \mathbb {A} ^{1}(k)} mit der Addition.
- Die multiplikative Gruppe {\displaystyle \mathbb {G} _{\mathrm {m} }}: {\displaystyle \mathbb {G} _{\mathrm {m} }(T)=\Gamma (T,{\mathcal {O}}_{T}^{\times })} mit der Multiplikation als Gruppenstruktur. Insbesondere für {\displaystyle T=k} ist {\displaystyle \mathbb {G} _{\mathrm {m} }(k)=(k^{\times },\cdot )} die offene Teilmenge {\displaystyle \mathbb {A} ^{1}(k)\setminus \left\{0\right\}} mit der Multiplikation.
- Die allgemeine lineare Gruppe {\displaystyle \mathrm {GL} _{n}}: {\displaystyle \mathrm {GL} _{n}(T)=\mathrm {GL} _{n}(\Gamma (T,{\mathcal {O}}_{T}))}; dabei bezeichnet die rechte Seite die Gruppe der invertierbaren {\displaystyle n\times n}-Matrizen mit Einträgen im Ring {\displaystyle \Gamma (T,{\mathcal {O}}_{T})}. {\displaystyle \mathrm {GL} _{1}} kann mit {\displaystyle \mathbb {G} _{\mathrm {m} }} identifiziert werden.
- Der Kern eines Morphismus {\displaystyle f:G\rightarrow H} algebraischer Gruppen ist wieder eine algebraische Gruppe. Zum Beispiel ist {\displaystyle \mathrm {SL} _{n}(T)=\mathrm {ker} (\mathrm {det} :\mathrm {GL} _{n}\to \mathbb {G} _{\mathrm {m} })} eine algebraische Gruppe.
- Elliptische Kurven oder allgemeiner abelsche Varietäten.
- Zariski-abgeschlossene Untergruppen algebraischer Gruppen sind wieder algebraische Gruppen. Zariski-abgeschlossene Untergruppen von  {\displaystyle \mathrm {GL} _{n}} werden als lineare algebraische Gruppen bezeichnet. Wenn eine algebraische Gruppe eine affine Varietät ist, dann ist sie eine lineare algebraische Gruppe.
- Unipotente algebraische Gruppen.

## Satz von Chevalley
Jede algebraische Gruppe über einem perfekten Körper ist auf eindeutige Weise eine Erweiterung einer abelschen Varietät durch eine lineare algebraische Gruppe.
Das heißt, zu jeder algebraischen Gruppe {\displaystyle G} gibt es eine maximale lineare algebraische Untergruppe {\displaystyle G_{\mathrm {aff} }}, diese ist normal und der Quotient {\displaystyle A(G):=G/G_{\mathrm {aff} }} ist eine abelsche Varietät:
{\displaystyle 0\rightarrow G_{\mathrm {aff} }\rightarrow G\rightarrow A(G)\rightarrow 0}.
Die Abbildung {\displaystyle G\rightarrow A(G)} ist die Albanese-Abbildung.